# Corrençon-en-Vercors
Corrençon-en-Vercors è un comune francese di 376 abitanti situato nel dipartimento dell'Isère della regione dell'Alvernia-Rodano-Alpi.
Villaggio facente parte del massiccio del Vercors, i suoi abitanti si chiamano Corrençonnais.

## Società

### Evoluzione demografica
Abitanti censiti